# Aureus

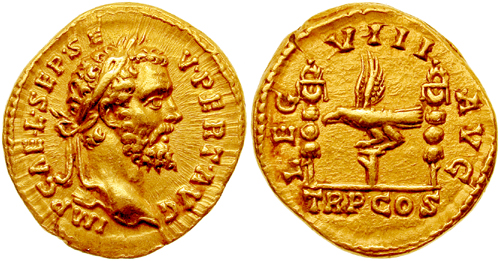
Aureus frappé en 193 par Septime Sévère pour célébrer la Légion VIII Augusta.

Pour les articles homonymes, voir Aureus (homonymie).
L'aureus (aurei au pluriel) est une monnaie romaine en or. Son émission, épisodique sous la République, devient régulière à partir de Jules César et d'Auguste (fin du Ier siècle av. J.-C.), et se poursuit sous l'Empire, équivalant alors à 25 deniers d'argent, soit 100 sesterces. L'aureus a approximativement la même taille que le denier, mais il est plus lourd car la densité de l'or est plus élevée que celle de l'argent. Après la crise du IIIe siècle et l'effondrement du système monétaire, il est remplacé au début du IVe siècle par le solidus d'or.
L'aureus n'a jamais été l'unité de compte monétaire impériale, cette fonction étant assurée par le sesterce puis le denier jusqu'au IVe siècle.

## L'aureussous la République
La livre désigne ici l'unité de mesure romaine équivalent à 327,368 grammes.
Les émissions monétaires romaines débutent au IIIe siècle av. J.-C. et se limitent à la frappe d'as en bronze ; l'or rapporté par les butins et les indemnités de guerre n'est pas monnayé et est stocké dans le Trésor public (Ærarium). Selon les besoins des finances de l'État, l'or de la réserve est vendu contre de l'argent monnayé, selon un rapport de 1 à 12. La deuxième guerre punique (218-201), par ses besoins de financement considérables, oblige à puiser dans les réserves de métal précieux. Rome émet donc des deniers d'argent et plusieurs séries d’aurei, avec les caractéristiques suivantes :
- avers : tête de Mars casqué ;
- revers : aigle tenant un foudre ;
- marque de valeur : XX (20 as), XXXX (40 as), LX (60 as).

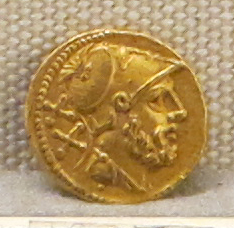
20 as, Palais Massimo alle Terme
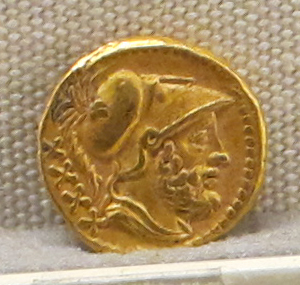
40 as, Palais Massimo alle Terme
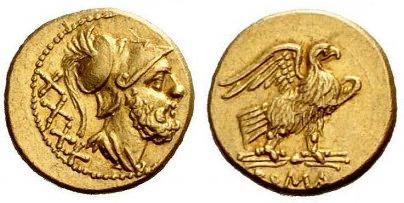
40 as, face et revers
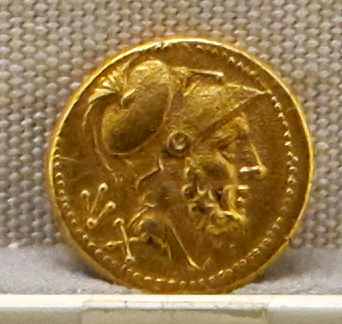
60 as, Palais Massimo alle Terme

Après la guerre punique, le denier perdure tandis que les frappes d’aurei sont suspendues. Les guerres victorieuses des IIe et Ier siècles av. J.-C. alimentent le Trésor romain de grandes quantités d'or, qui continue d'être stocké comme réserve de précaution ou échangé contre de l'argent.

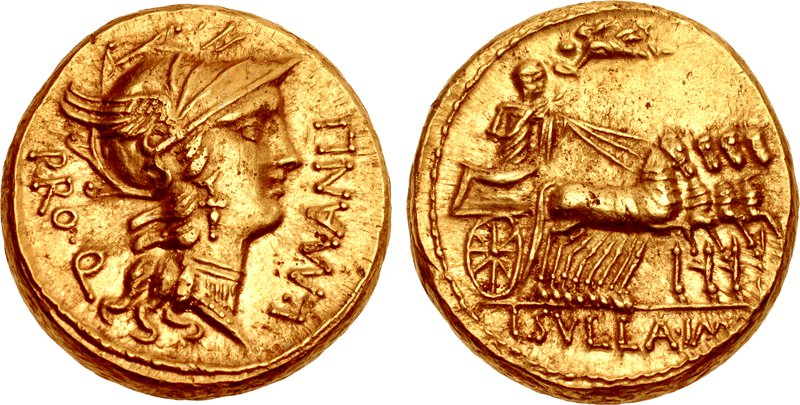
Émission de Sylla, 82 av. J.-C. ; 18 mm, 10.36 g.

Dans les années suivant 87 av. J.-C., et dans des circonstances exceptionnelles, Sylla reprend les émissions de monnaie d’or lors de sa campagne en Grèce : désavoué par le Sénat et privé de son soutien financier, il s’empare des trésors des sanctuaires grecs et les utilise pour émettre des monnaies en or ou en argent portant son nom. Une autre émission en or tout à fait exceptionnelle commémore la statue équestre dorée de Sylla, érigée sur le Forum, un honneur qui lui est accordé par le Sénat en 81 av. J.-C.. Ces émissions à son nom ou à son effigie ont un but de propagande personnelle, une innovation dans le monnayage romain.

## Fin de la République

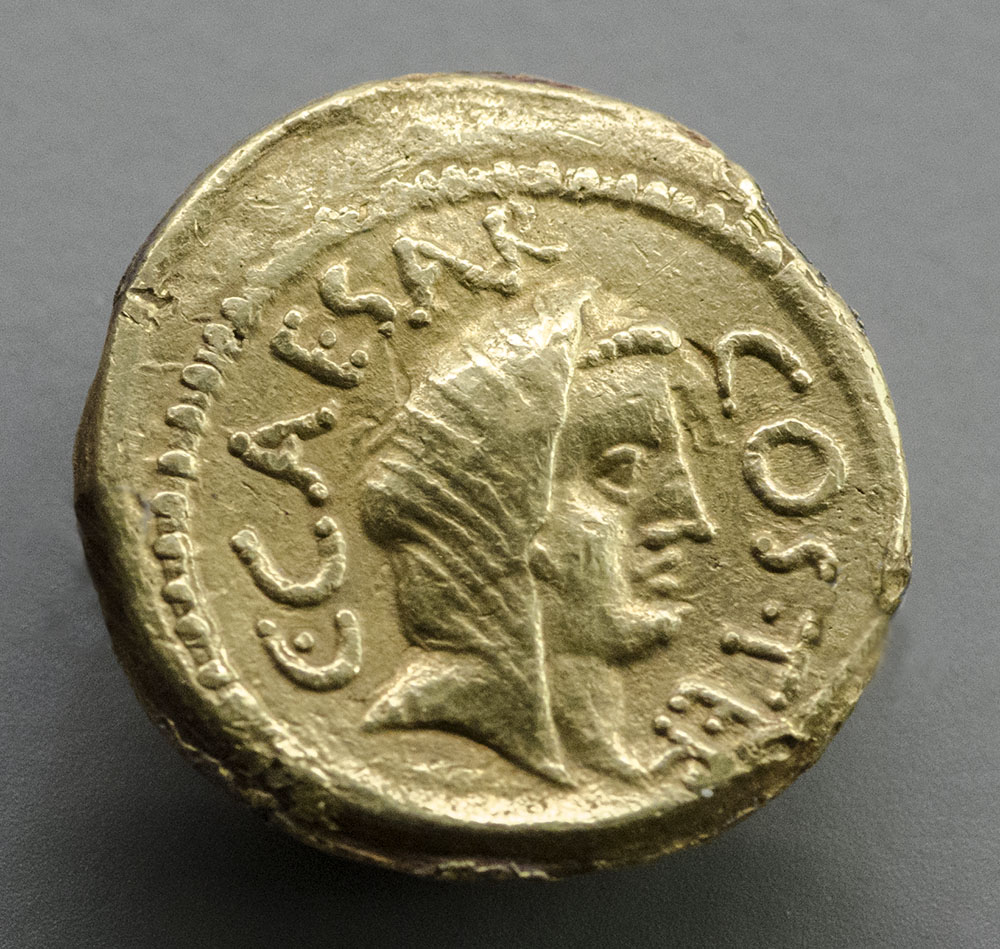
Monnaie de Jules César, CAESAR COS TER (consul pour la troisième fois, soit 46 av. J.-C.

En 49 av. J.-C., Jules César, prétextant que la République est en danger, s'empare de la réserve d'or du Trésor public, qu’il utilise avec l’or du butin de la guerre des Gaules pour ses dépenses militaires au cours des guerres civiles. La frappe d'aureus reprend dans des ateliers itinérants suivant les déplacements des légions de César, puis à Rome, au poids standard équivalent à 1/40e de livre, soit environ 8,16 grammes. Cette pièce, constituée d'or pur, est appelée aureus nummus ou denarius aureus, denier d’or.
La période qui suit l’assassinat de Jules César aux Ides de Mars 44 av. J.-C. voit la compétition entre diverses factions qui mobilisent chacune leur armée, et paient leurs soldats en monnaie d’or. Les ateliers monétaires concurrents de celui de Rome se multiplient en Italie, en Gaule, en Afrique romaine, en Sicile, ou itinérants selon les déplacements de armées. Chaque chef de faction fait frapper son effigie et ses emblèmes : les triumvirs Octavien, fils adoptif de César, et Marc-Antoine, les césaricides Brutus et Cassius, le fils de Pompée Sextus Pompée. Resté seul maître de l’Empire après sa victoire finale en 31 av. J.-C., Octavien va réorganiser le système monétaire.

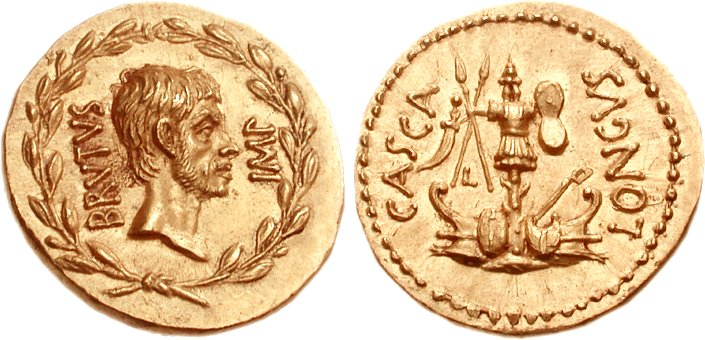
Brutus, 42 av. J.-C. (Crédit : Classical Numismatic Group, Inc. )
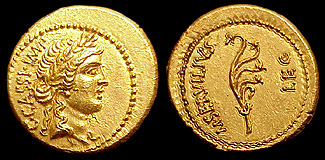
Cassius, 42 av. J.-C. (Crédit : Classical Numismatic Group, Inc. )
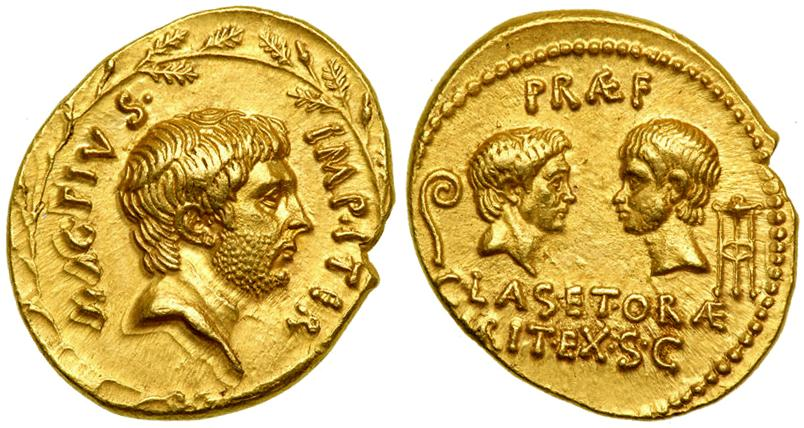
Pompée et ses deux fils Sextus et Cnaeus (Crédit : Borsanova)
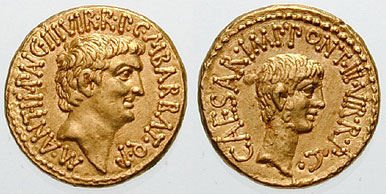
Marc Antoine et Octavien, 41 av. J.-C. (Crédit : Classical Numismatic Group, Inc. )

## L'aureussous le Haut Empire

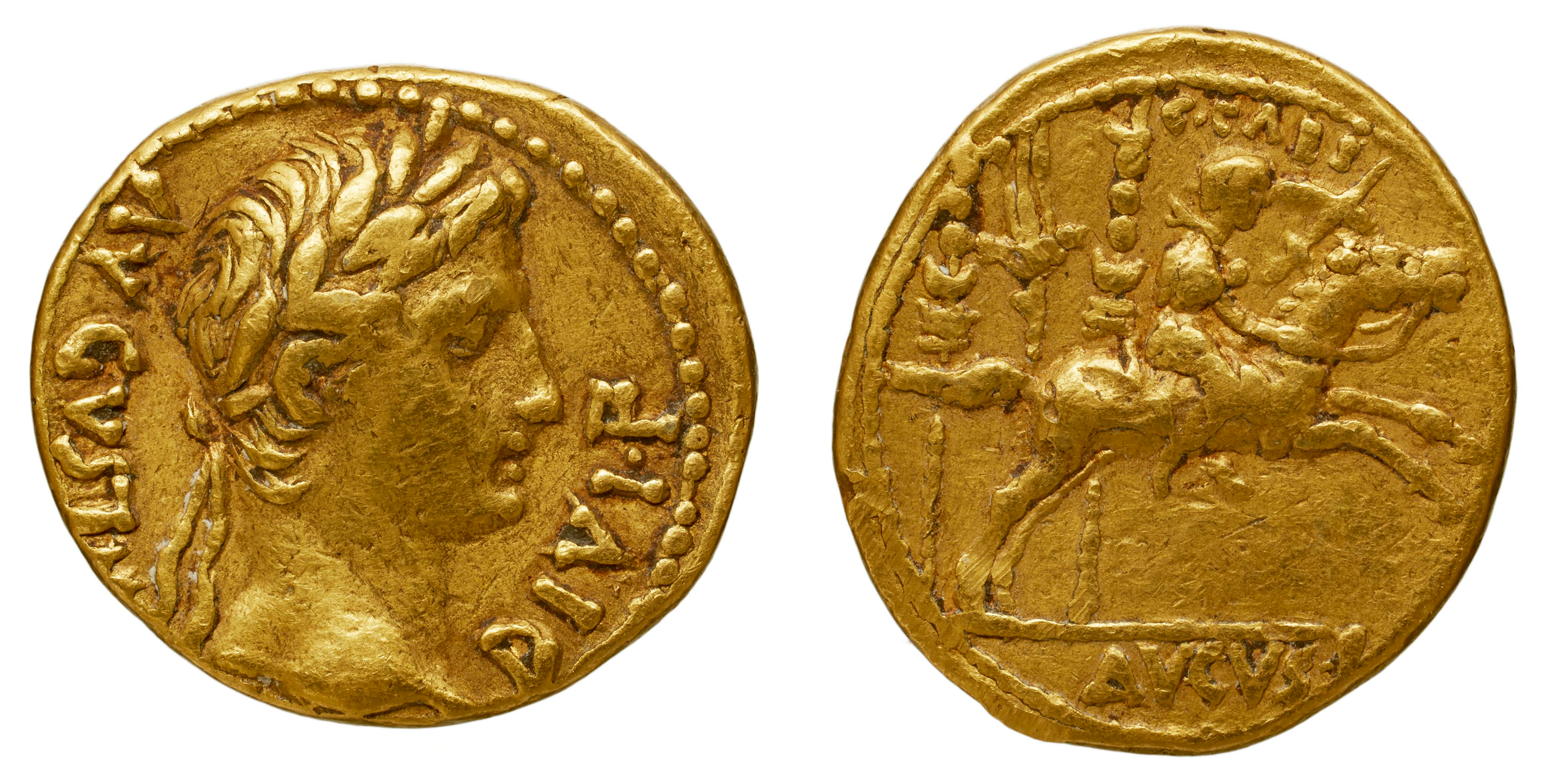
Aureus Auguste de 7,9 grammes réalisé à Lyon.

En 19 av. J.-C., Auguste organise le système monétaire impérial combinant or, argent et cuivre. La frappe d'or comprend l'aureus, qui pèse 1/42e de livre soit 7,79 g. Il vaut 25 deniers, soit 100 sesterces. Un sous-multiple existe, le quinaire d'or ou demi-aureus. Le système d'Auguste se présente comme suit :
|  | Aureus |

|  | Quinaire d'or |

|  | Denier |

|  | Quinaire d'argent |

|  | Sesterce |

|  | Dupondius |

|  | As |

|  | Semis |

|  | Quadrans |

|  |

La frappe de l'or est confiée à l'atelier monétaire de Lugdunum, sous contrôle direct de l'empereur.
Les successeurs d'Auguste ont recours à une forme d'inflation, qui consiste à diminuer soit le poids des pièces, soit leur titre (pourcentage d'or), soit parfois à cumuler les deux pratiques. Les poids observés pour l’aureus régressent lentement : de 7,85 g à 7,72 g sous Tibère et 7,63 g sous Claude et au début du règne de Néron.
En 64, sous Néron, le poids des monnaies d'or et d'argent est modifié : l'aureus passe à 1/45e de livre soit 7,26 g, et le denier d'argent descend à 3,40 g. En même temps, la frappe des monnaies d’or est transférée de l’atelier de Lugdunum à celui de Rome. Les anciens aurei, contenant plus de métal précieux, sont retirés de la circulation au fur et à mesure de leur retour dans les caisses de l’État et refondus. Cette réforme diminue la valeur de l'or monnayé par rapport à celle de l'argent. Selon Paul Petit, elle a pour effet de favoriser la bourgeoisie commerçante en rapprochant le denier de la drachme circulant dans la partie orientale de l'Empire, au détriment de l'or thésaurisé par les sénateurs. Plus circonspect sur la vision économique de la réforme, Georges Depeyrot l'interprète par une certaine pénurie de métal précieux face aux besoins financiers considérables de Néron.
L’aureus varie peu après la réforme de Néron : Galba (68-69) l'annule en émettant des aurei ayant le poids d’avant cette réforme, tandis que ses successeurs reviennent à l’aureus néronien. En 83, Domitien rehausse l’aureus à environ 7,6 g mais sous les Antonins, il se replace entre 7,3 g et 7,2 g.

## L'effondrement de l'aureus
Au IIIe siècle, l'Empire romain connaît une crise économique et monétaire de plus en plus vive. Le nombre et le poids des aurei produits vont diminuer de plus en plus rapidement : de 7,25 g sous Septime Sévère (193-211), l'aureus descend à 6,54 g soit environ 1/50ème de livre sous Caracalla (211-217), 6,39 g sous Sévère Alexandre (222-235), dernier empereur de la dynastie des Sévères, 4,77 g sous Gordien III (238-244), 3,10 g sous Valérien (253-260). La dévaluation simultanée des monnaies d’or et argent provoque leur décrochage mutuel. Tandis que la correspondance 25 deniers pour 1  aureus s’est maintenue durant les Ier et IIe siècles, la valeur de l’aureus devient instable : des inscriptions grecques sous le règne de Philippe (244-249) donnent 1 aureus pour 21 antoniniens, soit 42 deniers.
Aurélien (270-275) tente de restaurer le système monétaire. À la fin de son règne, il émet des aurei marqué IL, indiquant 1/50e de livre d'or, soit 6,55 grammes.
Fluctuation de l'aureus observée sur divers exemplaires :

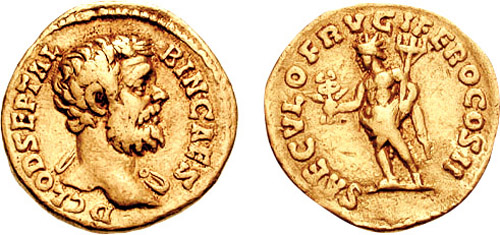
Aureus de Clodius Albinus datant de 194, 7,22 g
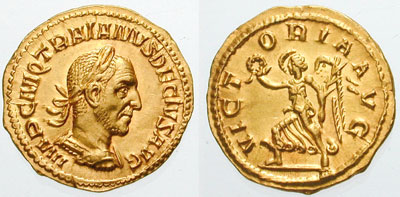
Aureus de l'empereur Dèce (249-251), 4,31 g
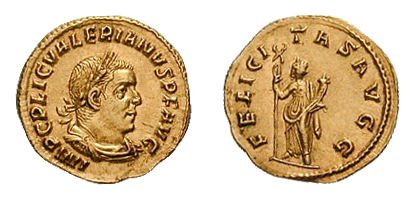
Aureus de l'empereur Valérien (253-260), 2,82 g
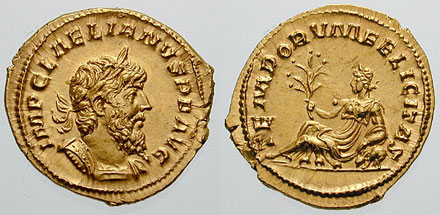
Aureus de Lélien, usurpateur gaulois (268), 6,21 g
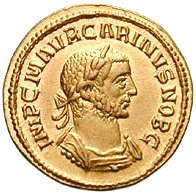
Aureus de l'empereur Carin (284-285), 4,4 g

## Le remplacement par le solidus

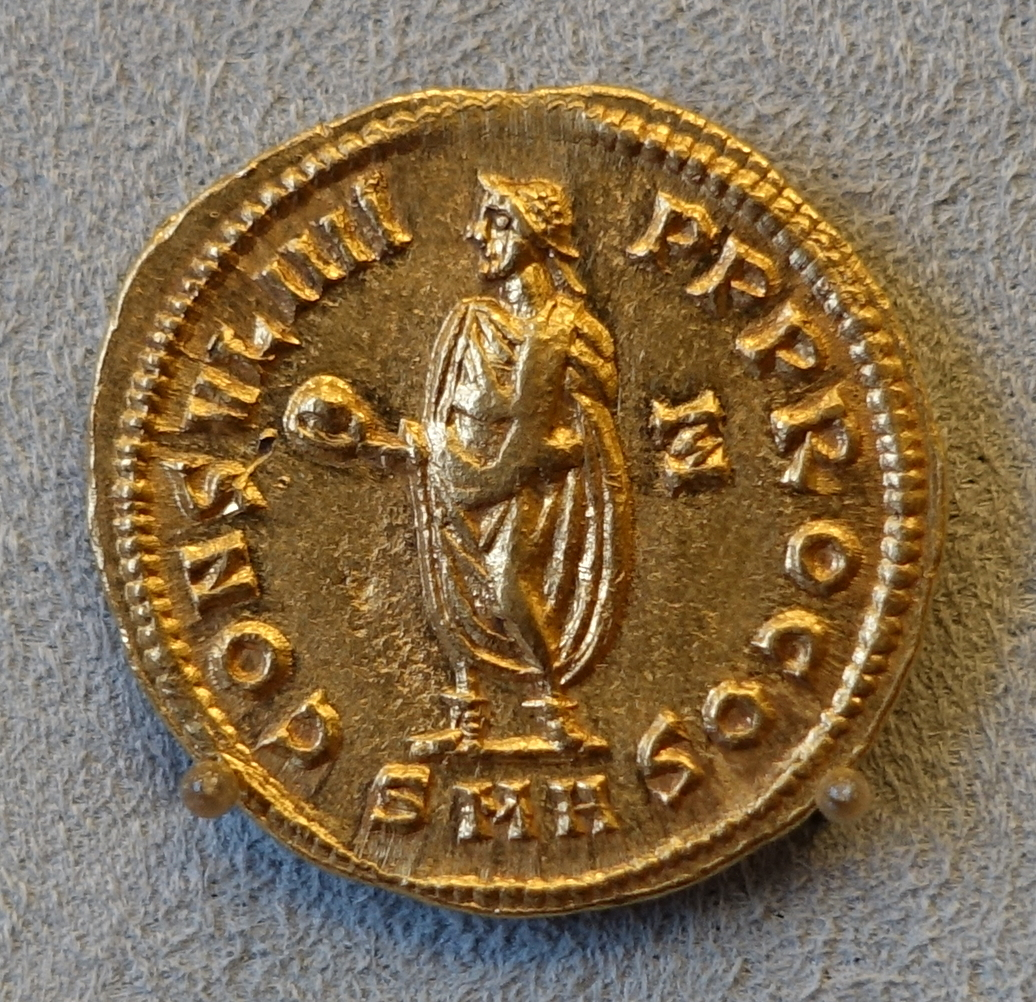
Aureus de Dioclétien au 1/60e de livre, marqué Σ

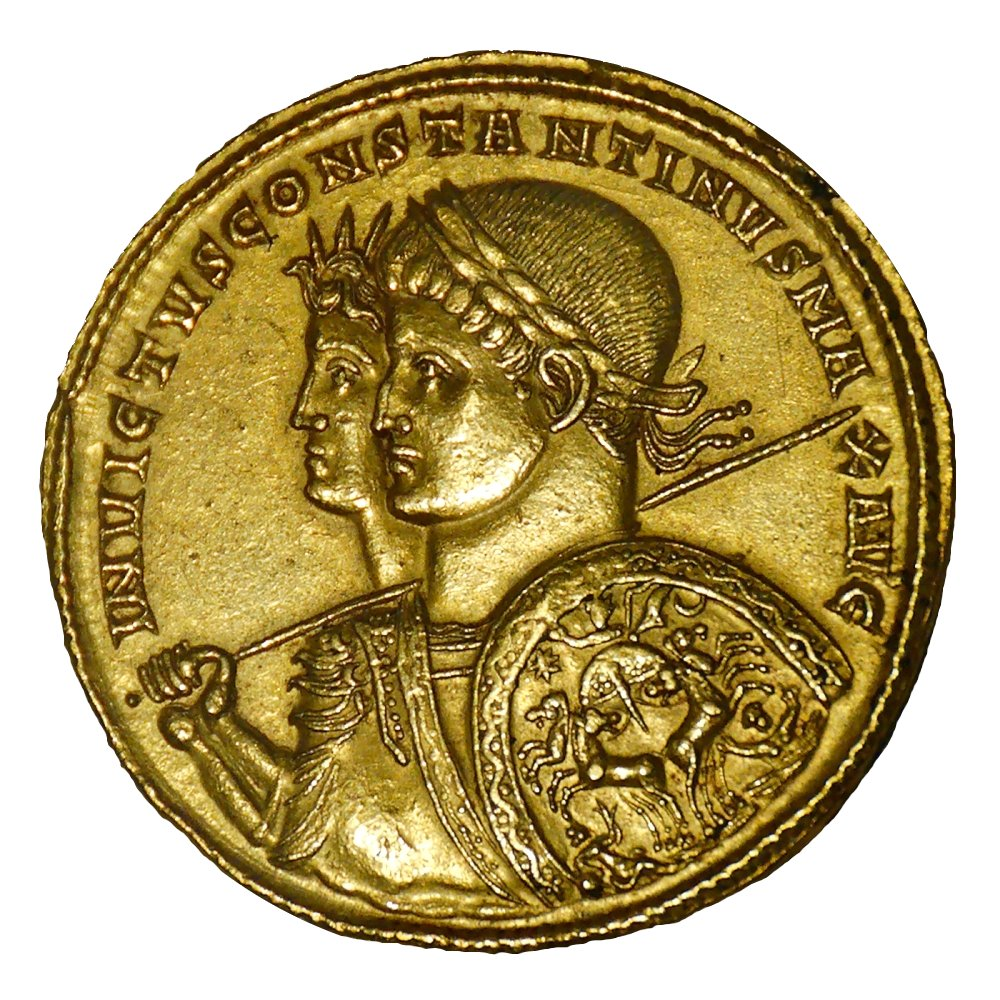
Médaillon multiple d'aureus, émis par Constantin en 313

Fin 294, Dioclétien multiplie les types de monnaie d'or : l'aureus d'Aurélien à 1/50e continue d'être frappé lors des donativa, distributions de gratification aux soldats ou aux notables, tandis qu'un aureus plus léger, à 1/60e de livre soit 5,45 grammes identifié par la marque Σ, est destiné à la circulation courante. Des multiples d'aureus sont émis ponctuellement pour les distributions, valant 1,5 ou 2 aurei, et jusqu'à 10 aurei ; ces émissions sont plus des médailles commémoratives que de véritables monnaies. L'aureus à 1/60e de livre est émis en très grande quantité, mais ne circule pas suffisamment pour soutenir l'économie, car il est thésaurisé et retiré du circuit monétaire. De plus, l'inflation et la dépréciation continuelle des monnaies d'argent et de bronze rendent fluctuante la valeur de la monnaie en or, qui cesse d'avoir une parité fixe par rapport aux autres espèces. La monnaie d'or devient une sorte de mini-lingot, valeur refuge variant au gré de la demande. En 301, l'Édit du Maximum fixe un prix pour l'or monnayé de 72 000 deniers la livre, soit pour un aureus plus de mille deniers, le denier n'étant plus qu'une unité de compte. Cette mesure autoritaire n'arrête aucunement la fluctuation de l'aureus.
Vers 309, Constantin réduit le poids de l'aureus émis par les ateliers monétaires de sa partie d'Empire. En 312 après sa victoire sur Maxence qui lui ouvre les ateliers italiens, il introduit le solidus, à 1/72e de livre, soit 4,54 grammes, similaire à celui de l'aureus dévalué. Le solidus devient l'unité de compte de l'Empire, statut que n'a jamais eu l'aureus.
À partir de cette date, l'aureus ne sera plus émis que pour des occasions particulières et en très petites quantités.

### Catalogues de monnaies romaines
- (en) Akerman John Yonge, A Manual of Roman Coins, Londres 1865. Lien vers l'ouvrage
- Cohen Henry, Description Historique des monnaies frappées sous l'Empire romain, deuxième édition, Paris, 1880-1892. Lien vers l'ouvrage
- (de) Imhoof-Blumer Friedrich, Porträtköpfe auf Römischen Münzen der Republik und der Kaiserzeit, Leipzig 1892. Lien vers l'ouvrage

### Ouvrages généralistes
- Georges Depeyrot, Le Bas Empire romain, économie et numismatique (284-491), Paris, Éditions Errance, 1987, 139 p. (ISBN 978-2-903442-40-8)
- Georges Depeyrot, La monnaie romaine : 211 av. J.-C. - 476 apr. J.-C., Paris, Éditions Errance, 2006, 212 p. (ISBN 978-2-87772-330-5)
- Babelon Ernest, Moneta in Mémoire de l'Académie des Inscriptions et des Belles-Lettres, Paris 1913. Lien vers l'ouvrage
- (en) Gnecchi Francesco, Roman Coins Elementary Manual, Londres 1903. Lien vers l'ouvrage
- Mommsen Theodor, Histoire de la monnaie romaine, traduction par Le duc de Blacas, Tome I, II, III et IV. Tome I Tome III Tome IV

### Ouvrages spécialisés
- Gérard Aubin, « L'or romain dans l'Ouest de la Gaule : circulation et stagnation », Revue archéologique de l'ouest, t. 1,‎ 1984, p. 89-119 (lire en ligne)
- Pierre Bastien, « Les multiples d'or, de l'avènement de Dioclétien à la mort de Constantin. Essai de classement métrologique », Revue numismatique, 6e série, t. 14,‎ 1972, p. 49-82 (lire en ligne)
- (en) R. A. G. Carson, « The reform of Aurelian », Revue numismatique, 6e série, t. 7,‎ 1965, p. 225-235 (lire en ligne).
- Michael H. Crawford et Jean-Claude Michel Richard, « L'aureus de Lucius Pinarius Scarpus (31 av. J.-C.) découvert à Narbonne (Aude) », Revue archéologique de Narbonnaise, t. 34,‎ 2001, p. 166-169 (lire en ligne)
- Alphonse De Schodt , Terme sur les médailles d'Octave-Auguste, in Revue belge de numismatique, Bruxelles 1883. Lien vers l'ouvrage
- Alfred Alfred, Les revers monétaires de l'empereur Nerva, Paris 1906. Lien vers l'ouvrage